# Kanton Roubaix-1
Kanton Roubaix-1 is een kanton in het Franse Noorderdepartement. Het kanton maakt deel uit van het arrondissement Rijsel.  Het kanton is in 2015 gevormd en bestaat uit een gedeelte van de gemeente Roubaix.

## Gemeenten
Het kanton Roubaix-1 bevat de volgende gemeenten:
- Roubaix (gedeeltelijk) (hoofdplaats)